# V1291 Aquilae
V1291 Aquilae eller HD 188041, är en ensam stjärna belägen i den mellersta delen av stjärnbilden Örnen. Den har en genomsnittlig skenbar magnitud av ca 5,65 och är svagt synlig för blotta ögat där ljusföroreningar ej förekommer. Baserat på parallax enligt Gaia Data Release 2 på ca 11,72 mas beräknas den befinna sig på ett avstånd av ca 278 ljusår (ca 85 parsec) från solen. Den rör sig närmare solen med en heliocentrisk radialhastighet av ca -22 km/s.

## Observation
År 1962 publicerade Helmut A. Abt och John C. Gloson data som visade att stjärnans ljusstyrka varierade. Baserat på den publikationen fick stjärnan 1972 dess variabelbeteckning, V1291 Aquilae.

## Egenskaper
V1291 Aquilae är en vit till blå stjärna i huvudserien av  spektralklass F0 VpSrCrEu och en stjärna med överskott av strontium, krom och europium i spektrumet. Den har en massa av ca 2,3 solmassor, en radie av ca 2,3 solradier och utsänder energi från dess fotosfär motsvarande ca 26 gånger solen vid en effektiv temperatur av ca 8 800 Stjärnan är en variabel av typen Alfa2 Canum Venaticorum-variabel som varierar i visuell magnitud från 5,61 till 5,67 med en period på 223,826 dygn, vilket troligen är stjärnans medelrotationsperiod. V1291 Aquilae var en av de första Ap-stjärnorna med en period på mer än 100 dygn som upptäcktes. Den visar en magnetisk fältstyrka på ytan på 3,6 kG.